# Futbol'nyj Klub Luč-Ėnergija 2016-2017
Questa voce raccoglie le informazioni riguardanti la Luč-Ėnergija nelle competizioni ufficiali della stagione 2016-2017.

## Stagione
La squadra termonò il campiomnato in sedicesima posizione, a pari punti col Sibir'; la posizione sarebbe valsa la retrocessione, mal a rinuncia del Čita consentì al club il ripescaggio.
In Coppa di Russia fu subito eliminata, proprio dal Čita (sconfitta esterna per 1-0).

## Rosa
| N. |                   | Ruolo | Calciatore          |
| -- | ----------------- | ----- | ------------------- |
| 1  | Russia (bandiera) | P     | Aleksandr Kotlyarov |
| 3  | Russia (bandiera) | C     | Maksim Nasadyuk     |
| 5  | Russia (bandiera) | C     | Denis Klopkov       |
| 6  | Russia (bandiera) | C     | Yuri Kolomyts       |
| 8  | Russia (bandiera) | C     | Anton Kilin         |
| 9  | Russia (bandiera) | C     | Ruslan Gordienko    |
| 11 | Russia (bandiera) | C     | Vadim Minich        |
| 12 | Russia (bandiera) | C     | Sergey Ponomarenko  |
| 13 | Russia (bandiera) | D     | Aleksej Gricaenko   |
| 15 | Russia (bandiera) | C     | Roman Dzhigkaev     |
| 17 | Russia (bandiera) | C     | Aleksey Rebko       |
| 19 | Russia (bandiera) | C     | Maksim Mashnev      |

| N. |                     | Ruolo | Calciatore        |
| -- | ------------------- | ----- | ----------------- |
| 23 | Russia (bandiera)   | C     | Anton Krotov      |
| 24 | Russia (bandiera)   | A     | Ivan Stolbovoy    |
| 25 | Russia (bandiera)   | C     | Evgeni Belonogov  |
| 27 | Moldavia (bandiera) | D     | Andrian Cașcaval  |
| 35 | Russia (bandiera)   | P     | Ilia Gavrilov     |
| 39 | Ucraina (bandiera)  | A     | Ilya Mikhalev     |
| 55 | Russia (bandiera)   | P     | Vladimir Zamoroka |
| 56 | Russia (bandiera)   | C     | Daniil Gridnev    |
| 69 | Russia (bandiera)   | A     | Aleksandr Nosov   |
| 77 | Russia (bandiera)   | C     | Yuri Petrakov     |
| 85 | Russia (bandiera)   | D     | Mikhail Popov     |
| 92 | Russia (bandiera)   | D     | Dmitri Golubev    |

## Risultati

### Campionato
| Vladivostok 11 luglio 2016 1ª giornata | Luč-Ėnergija | 1 – 0 referto | Mordovija | Stadio Dinamo |

| Krasnodar 16 luglio 2016 2ª giornata | Kuban' | 1 – 1 referto | Luč-Ėnergija | Stadio Kuban' |

| Vladivostok 23 luglio 2016 3ª giornata | Luč-Ėnergija | 0 – 2 referto | Fakel Voronež | Stadio Dinamo |

| Saratov 27 luglio 2016 4ª giornata | Sokol Saratov | 1 – 0 referto | Luč-Ėnergija | Stadio Lokomotiv |

| Jaroslavl' 31 luglio 2016 5ª giornata | Šinnik | 3 – 1 referto | Luč-Ėnergija | Stadio Šinnik |

| Čeljabinsk 6 agosto 2016 6ª giornata | Tjumen' | 0 – 0 referto | Luč-Ėnergija | Stadio Centrale |

| Vladivostok 13 agosto 2016 7ª giornata | Luč-Ėnergija | 0 – 2 referto | Enisej | Stadio Dinamo |

| Chimki 17 agosto 2016 8ª giornata | Dinamo Mosca | 3 – 2 referto | Luč-Ėnergija | Arena Chimki |

| Vladivostok 21 agosto 2016 9ª giornata | Luč-Ėnergija | 1 – 1 referto | Baltika | Stadio Dinamo |

| San Pietroburgo 28 agosto 2016 10ª giornata | Zenit-2 | 1 – 0 referto | Luč-Ėnergija | SK Petrovskij (MSA) |

| Astrachan' 3 settembre 2016 11ª giornata | Volgar' Astrachan' | 3 – 2 referto | Luč-Ėnergija | Stadio Centrale |

| Nal'čik 10 settembre 2016 12ª giornata | Spartak-Nal'čik | 0 – 1 referto | Luč-Ėnergija | Respublikanskij stadion Spartak |

| Vladivostok 17 settembre 2016 13ª giornata | Luč-Ėnergija | 1 – 0 referto | Neftechimik | Stadio Dinamo |

| Vladivostok 26 settembre 2016 14ª giornata | Luč-Ėnergija | 0 – 0 referto | Spartak-2 Mosca | Stadio Dinamo |

| Velikij Novgorod 2 ottobre 2016 15ª giornata | Tosno | 1 – 2 referto | Luč-Ėnergija | Stadion Ėlektron |

| Vladivostok 8 ottobre 2016 16ª giornata | Luč-Ėnergija | 0 – 1 referto | Tambov | Stadio Dinamo |

| Chabarovsk 15 ottobre 2016 17ª giornata | SKA-Chabarovsk | 0 – 1 referto | Luč-Ėnergija | Stadion SKA DVO im. V. I. Lenina |

| Vladivostok 22 ottobre 2016 18ª giornata | Luč-Ėnergija | 2 – 0 referto | Chimki | Stadio Dinamo |

| Novosibirsk 30 ottobre 2016 19ª giornata | Sibir' | 0 – 0 referto | Luč-Ėnergija | Manež «Zarja» |

| Vladivostok 5 novembre 2016 20ª giornata | Luč-Ėnergija | 2 – 1 referto | Kuban' | Stadio Dinamo |

| Voronež 9 novembre 2016 21ª giornata | Fakel Voronež | 0 – 1 referto | Luč-Ėnergija | Central'nyj stadion profsojuzov |

| Vladivostok 13 novembre 2016 22ª giornata | Luč-Ėnergija | 0 – 3 referto | Sokol Saratov | Stadio Dinamo |

| Vladivostok 19 novembre 2016 23ª giornata | Luč-Ėnergija | 1 – 0 referto | Šinnik | Stadio Dinamo |

| Vladivostok 26 novembre 2016 24ª giornata | Luč-Ėnergija | 1 – 3 referto | Tjumen' | Stadio Dinamo |

| Krasnojarsk 8 marzo 2017 25ª giornata | Enisej | 0 – 0 referto | Luč-Ėnergija | Manež Futbol-Arena Enisej |

| Chimki 12 marzo 2017 26ª giornata | Luč-Ėnergija | 0 – 2 referto | Dinamo Mosca | Arena Chimki |

| Kaliningrad 19 marzo 2017 27ª giornata | Baltika | 0 – 0 referto | Luč-Ėnergija | Stadio Baltika |

| Vladivostok 26 marzo 2017 28ª giornata | Luč-Ėnergija | 0 – 0 referto | Zenit-2 | Stadio Dinamo |

| Vladivostok 1º aprile 2017 29ª giornata | Luč-Ėnergija | 2 – 2 referto | Volgar' Astrachan' | Stadio Dinamo |

| Vladivostok 8 aprile 2017 30ª giornata | Luč-Ėnergija | 0 – 0 referto | Spartak-Nal'čik | Stadio Dinamo |

| Nižnekamsk 12 aprile 2017 31ª giornata | Neftechimik | 1 – 1 referto | Luč-Ėnergija | Stadio Neftechimik |

| Mosca 17 aprile 2017 32ª giornata | Spartak-2 Mosca | 3 – 0 referto | Luč-Ėnergija | CUSK Spartak |

| Vladivostok 23 aprile 2017 33ª giornata | Luč-Ėnergija | 1 – 1 referto | Tosno | Stadio Dinamo |

| Tambov 29 aprile 2017 34ª giornata | Tambov | 1 – 0 referto | Luč-Ėnergija | Stadio centrale Spartak |

| Vladivostok 6 maggio 2017 35ª giornata | Luč-Ėnergija | 0 – 2 referto | SKA-Chabarovsk | Stadio Dinamo |

| Chimki 10 maggio 2017 36ª giornata | Chimki | 2 – 2 referto | Luč-Ėnergija | Stadio Rodina |

| Vladivostok 14 maggio 2017 37ª giornata | Luč-Ėnergija | 0 – 0 referto | Sibir' | Stadio Dinamo |

| Saransk 20 maggio 2017 38ª giornata | Mordovija | 1 – 1 referto | Luč-Ėnergija | Start Stadion |

### Coppa di Russia
| Čita 24 agosto 2016 4º turno | Čita | 1 – 0 referto | Luč-Ėnergija | Stadio Lokomotiv |